# Alborea
Alborea er en by og kommune i det sydøstlige Spanien i provinsen Albacete. Den har et indbyggertal på 676 (2024) indbyggere.